# Rafał Dębiński
Rafał Dębiński (ur. 2 czerwca 1978 w Opolu Lubelskim) – były polski piłkarz, obecnie komentator i dziennikarz sportowy, od początku związany z Canal+ Polska. Na antenie Canal+ Sport komentuje mecze Ligue 1 i Pucharu Ligi Francuskiej w piłce nożnej (wraz ze Stefanem Białasem), a także PKO Bank Polski Ekstraklasę. Prowadzący magazynu Liga+. Syn byłego piłkarza i trenera Romana Dębińskiego.